# Kalinovka
Kalinovka (in russo Кали́новка?) è una località rurale (selo) nel Chomutovskij rajon dell'oblast' di Kursk, Russia, situata vicino al confine con l'Ucraina e a soli 3 km dall'autostrada M3. È nota per essere il luogo di nascita di Nikita Chruščëv (1894-1971).  